# Pamy Ier
Pamy Ier est un roi de la XXIIe dynastie égyptienne, qui régna vers 791 à 778 avant notre ère et contrôla semble-t-il uniquement la Basse-Égypte. Il est le successeur de Sheshonq IIIa et le prédécesseur de Sheshonq V. Il a longtemps été identifié au fils de Sheshonq III nommé Pimay, mais cette identification a depuis été réfutée par Jean Yoyotte.

## Généalogie
Pamy Ier est certainement lié à ses prédécesseurs Sheshonq III et Sheshonq IIIa, mais la nature précise de ce lien est inconnue. Il est probablement le fils de l'un d'entre eux. Il a un enfant, Sheshonq V, qui lui succède, ce lien de parenté étant clairement établi sur une stèle du Sérapéum datée de l'an XI de Sheshonq V,.

## Règne
Le règne de Pamy Ier est relativement court (entre sept et onze ans selon les reconstitutions) et, tout comme son prédécesseur, son autorité est centrée sur Bubaste et Tanis. Elle ne semble pas dépasser Memphis (où il est attesté sur des stèles représentant l'arrière-petit-fils d'Osorkon II Padiaset - cité précédemment - avec ses fils Horsaïset et Takélot) au sud (voire peut-être Atfieh, Sheshonq V y étant reconnu plus tard), cette même autorité restant toute nominale avec les chefs locaux de l'ensemble de la Basse-Égypte.
En l'an II de son règne, un taureau Apis meurt et est enterré à Saqqarah. Sur la stèle que Pamy Ier appose sur le mur du caveau préparé pour l'animal au Sérapéum, il est précisé qu'Apis s'était révélé en l'an XXVIII de Sheshonq III et qu'il vécut 26 ans. Ces informations permettent de préciser l'écart entre les débuts des règnes de ces deux rois, et donc d'estimer plus précisément le règne de Sheshonq IIIa entre ceux de ces deux souverains.
Seuls quelques objets représentant Pamy Ier ont été trouvés dans le delta du Nil. Outre le tombeau qui lui est attribué dans la nécropole royale de Tanis, les fouilles du lac sacré du grand temple d'Amon ont permis de retrouver des blocs à son nom remployés dans la construction du bassin. Ils indiquent qu'il a probablement fait édifier ou embellir un des sanctuaires de la cité. Le British Museum possède une statuette en bronze représentant Pamy Ier en pharaon couronné de la couronne hedjet et agenouillé, offrant, dans une attitude de déférence, les vases Nou à une divinité inconnue. Cette pièce d'une grande qualité artistique atteste la maîtrise des arts du bronze à cette époque qui apparaît souvent comme trouble ou décadente en raison de son contexte historique complexe.

## Sépulture

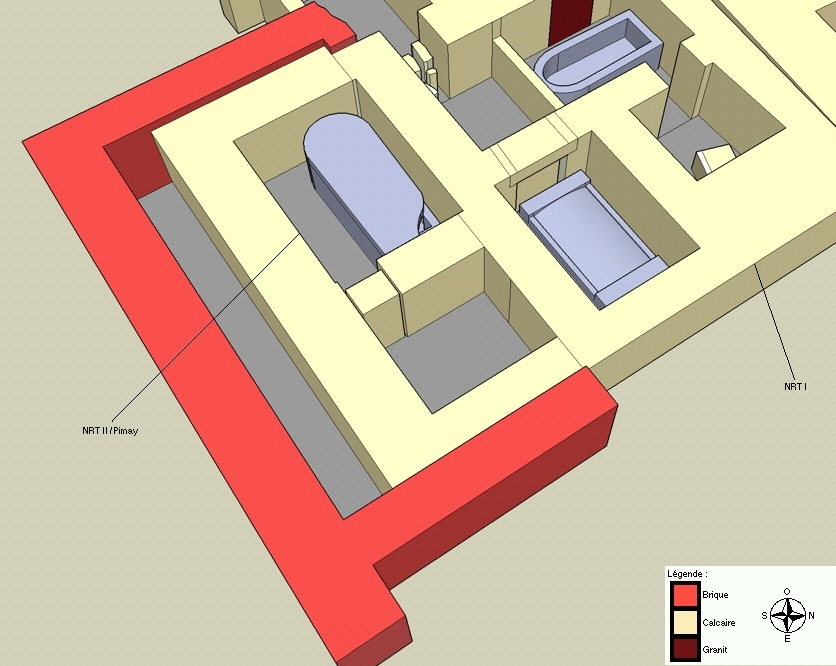
Vue restituée de la tombe NRT II attribuée au pharaon Pimay - Nécropole royale de Tanis

Il se peut que Pamy Ier ait été enterré dans la nécropole royale de Tanis, car des ouchebtis marqués à son nom y ont été retrouvés dans la deuxième tombe découverte par la mission dirigée par Pierre Montet en février 1939.
Ce tombeau, dont l'architecture rappelle celui de Sheshonq III et de Sheshonq IIIa, situé plus l'ouest de la nécropole, contenait un grand sarcophage de calcaire. Anépigraphe, il occupait une grande partie de la chambre funéraire et présentait un couvercle fracturé par lequel les pilleurs de tombe ont dû en vider le contenu. Seuls des fragments d'un sarcophage doré et des ossements y avaient été laissés. Les égyptologues n'ont pu identifier son propriétaire immédiatement, la tombe ne contenant pas davantage d'inscriptions.
C'est en analysant plus tard les déblais qui encombraient la tombe qu'ils retrouvèrent des ouchebtis fragmentaires au nom de Pamy Ier.